# Рашковский, Нухим Николаевич
Ну́хим (Нау́м) Никола́евич Рашко́вский (18 апреля 1946, Свердловск — 14 марта 2023, Екатеринбург) — советский и российский шахматист; гроссмейстер (1980). Заслуженный тренер России. Преподаватель, инициатор создания в 2008 году шахматной академии в Екатеринбурге.

## Биография
Нухим Николаевич Рашковский родился 18 апреля 1946 года в городе Свердловске Свердловской области, ныне город Екатеринбург — административный центр той же области. Его родители развелись; дед был расстрелян, работал одним из заместителей репрессированного маршала Василия Блюхера. Еврей.
По его собственным словам, в детстве нравились и другие виды спорта — бокс и футбол. С шахматами он случайно познакомился в больнице. С 7 лет занимался у Александра Ивановича Козлова. Окончил школу № 9 города Свердловска.
В 1957 году тренеры юношеской сборной команды РСФСР обратили на него внимание. До 1962 года он постоянно входил в состав юношеской сборной РСФСР. В чемпионате РСФСР среди юношей (1962) он выиграл все партии с результатом 10 очков из 10, установив абсолютный рекорд этих соревнований.
Чемпион Спартакиады народов СССР 1963 года.
Поступил в университет на факультет иностранных языков, но долго там не задержался. Был призван в ряды Советской Армии, служил в спортивной роте, затем в стройбате.
В 1972 году пробился в высшую лигу чемпионата СССР.
Двукратный чемпион РСФСР (1974 и 1976). После победы на турнире в Сочи 1979 году в 1980 присвоено звание международного гроссмейстера.
С 1971 года жил в городе Кургане и работал тренером в ДСО «Спартак» в шахматном клубе «Ладья»; с 1976 года клуб располагался около магазина «Юбилейный» (ул. Пушкина, 49а; ныне магазин «Монетка»). В 1973 году установил «вечный» рекорд чемпионатов Курганской области, выиграв 13 партий из 13. На его счету два личных чемпионских титула и несколько побед в составе команды обкома профсоюза работников культуры в Мемориале Л. Б. Красина – неофициальном командном чемпионате Курганской области.
Участник ряда чемпионатов СССР, в том числе 1979 — 10-13-е, 1986 — 8-е места. На турнире 1-й лиги чемпионата СССР (Куйбышев, 1986) — 3-4-е место.
Участник чемпионатов России, в том числе 1994 — 7-15-место.
Лучшие результаты в международных турнирах: Дубна (1976 и 1979) — 8-9-е и 7-8-е; Сочи (1977) — 5-9-е, 1979 — 1-е; Львов (1981) — 4-5-е; Эгер (1987) — 3-10-е м. (170 участников; открытый чемпионат Венгрии).
После второй женитьбы в 1978 году жил в городе Сочи. Победитель открытого чемпионата Москвы (1982, 1—2-е место с Давидом Ионовичем Бронштейном).
Переехал в город Алма-Ату Казахской ССР. Много лет представлял Казахскую ССР на личных и командных соревнованиях. В 1983 году сборная Казахской ССР сенсационно сыграли 4:4 с Москвой. До 1987 года был невыездной. В 1987 году участвовал в международном турнире в городе Эгер, Венгрия. Затем были турниры в Врнячка-Бане, Белграде, Стокгольме.
Перед распадом Союза вернулся в Екатеринбург и возглавил местное шахматное движение.
Проявил себя как тренер. В разные годы он успешно работал с Ноной Гаприндашвили, Виталием Цешковским, сборной Казахской ССР, женской сборной РСФСР. 
В 1996—1998 годах возглавил женскую сборную России, за работу в которой стал заслуженным тренером России. 
В 2001—2003 годах являлся наставником мужской сборной России, которая выиграла Олимпиаду в 2002 и чемпионат Европы в 2003.
В феврале 2008 года возглавил открывшуюся в Екатеринбурге Академию шахмат. Возглавлял команды «Агат», «МаксВен», «Урал» и «Малахит». Под его руководством клубы из Екатеринбурга трижды были клубными чемпионами России («Урал» — 2006, 2008; «Малахит»  — 2014) и один раз выиграла Кубок европейских  клубов («Урал», 2008). С 2012 года до 11 сентября 2018 года руководил АНО Шахматный клуб «Малахит».
В сентябре 2022 года, выйдя на старт Мемориала Игоря Курносова в Челябинске, внезапно почувствовал себя плохо и снялся с турнира.
Нухим Николаевич Рашковский скончался после тяжёлой болезни 14 марта 2023 года в городе Екатеринбурге Свердловской области. Прощание, по решению родственников, прошло в закрытом режиме. Согласно его завещанию прах развеян над казино «Сочи» в посёлке городского типа Красная Поляна Адлерского района муниципального образования город-курорт Сочи Краснодарского края.

## Изменения рейтинга
| Графики недоступны из-за технических проблем. См. информацию на Фабрикаторе и на mediawiki.org. |

## Награды и звания
- Гроссмейстер, 1980 год
- Международный мастер, 1976 год
- Мастер спорта СССР, 1967 год
- Заслуженный тренер России
- Значок «Отличник физической культуры и спорта», 2001 год
- Золотая медаль тренера, 1978 год, за победу Виталия Валерьевича Цешковского на чемпионате СССР[12].
- Знак отличия Свердловской области «За заслуги перед Свердловской областью» III степени, 14 апреля 2016 года[13]
- Имя внесено в «Зал славы ФИДЕ», сентябрь 2016 года[14]

## Семья, увлечения
Н. Рашковский был дважды женат. Первая жена работала на руководящей должности в музыкальной школе города Кургана. В семье сын Александр (есть внуки) и дочь Наталья (утонула, пытаясь спасти подругу). В 1978 году женился вторым браком, родилась дочь Елена (два внука) .
Хорошо играл в карты (в преферанс и белот (англ. Belote)).